# Novohrîhorivske, Vîsokopillea
Novohrîhorivske (în ucraineană Новогригорівське) este un sat în comuna Mala Șesternea din raionul Vîsokopillea, regiunea Herson, Ucraina.

## Demografie
Componența lingvistică a localității Novohrîhorivske
     Ucraineană (98,47%)
     Rusă (1,53%)
Conform recensământului din 2001, majoritatea populației localității Novohrîhorivske era vorbitoare de ucraineană (98,47%), existând în minoritate și vorbitori de rusă (1,53%).